# 第80回国民スポーツ大会
第80回国民スポーツ大会は2026年に青森県で開催を予定する国民スポーツ大会である。本大会の愛称は「青の煌めきあおもり国スポ」。1977年以来49年ぶりに開催される。また2016年の希望郷いわて国体以来10年ぶりに完全国スポとして開催される。本大会に引き続き10月23日から4日間第25回全国障害者スポーツ大会「青の煌めきあおもり障スポ」も同時開催予定。